# Kraken (band)
Kraken is een Colombiaanse rockband, opgericht in Medellín (Colombia) in 1983. De huidige bezetting bestaat uit Andrés Leiva (gitaar), Ricardo Wolff (gitaar), Julian Puerto (drums), Luis Alberto Ramírez (basgitaar) en Rubén Gelvez (elektronische toetsenborden). Het geluid van de band kenmerkt zich door een mix van hardrock en heavy metal.

## Bezetting
Huidige bezetting
- Andrés Leiva
- Luis Ramírez
- Carlos Cortés
- Rubén Gélvez

Voormalige leden
- Elkin Ramírez
- Hugo Restrepo
- Jorge Atehortúa
- Jaime Tobón
- Gonzalo Vásquez
- Gustavo 'TavoDrums' Forero
- Jorge 'Pyngwi' Holguin
- Carlos Reyes

## Geschiedenis
De invloed van de oorspronkelijke zanger Elkin Ramírez werd door sommige publicaties vergeleken met die van Freddie Mercury of Bruce Dickinson. Een van de bands die Ramírez' muzikale smaak beïnvloedden was Led Zeppelin. Een andere bekende invloed van hem was klassieke muziek, die hij autodidact leerde op advies van zijn vader. Ramirez werd onder de fans gewoonlijk Elkin Kraken genoemd. Gitarist Andrés Leiva droeg zijn symfonische ervaring bij aan de band, opgedaan als student van de klassieke gitarist Pedro de Alcántara. Leiva was lid van verschillende muzikale projecten. Op 18 december 2013 vierde de band haar 30-jarig jubileum en filmde de show voor een aankomende dvd. Ramírez overleed op 29 januari 2017 op 54-jarige leeftijd in Medellín aan hersenkanker.

## Discografie

### Studioalbums
- 1987: Kraken I
- 1989: Kraken II
- 1990: Kraken III
- 1993: Kraken IV: Piel de Cobre
- 1995: Kraken V: El Símbolo de la Huella
- 1999: Kraken: Una Leyenda del Rock
- 2009: Humana Deshumanización
- 2016: Sobre esta tierra

### Live- en compilatiealbums
- 1994: Kraken I + II
- 2002: Kraken en Vivo: Huella y Camino
- 2004: Kraken IV + V - Vive el Rock Nacional
- 2006: Kraken Filarmónico

### Tributes
- 2004: Tributo al Titán
- 2008: Tributo Internacional a Kraken